# Krajęczyn
Krajęczyn (prononciation : [kraˈjɛnt͡ʂɨn]) est un village polonais de la gmina de Joniec dans le powiat de Płońsk de la voïvodie de Mazovie dans le centre-est de la Pologne.
Il se situe à environ 14 kilomètres à l'est de Płońsk (siège du powiat) et à 53 kilomètres au nord-ouest de Varsovie (capitale de la Pologne).
Le village compte approximativement une population de 180 habitants en 2006.

## Histoire
De 1975 à 1998, le village appartenait administrativement à la voïvodie de Ciechanów.